# IndieWire
IndieWire (đôi khi được viết cách điệu thành indieWIRE hoặc Indiewire) là một trang web phê bình phim điện ảnh được thành lập vào năm 1996. Trang web tập trung vào đánh giá các phim độc lập. IndieWire là một phần của Penske Media.

## Lịch sử
Bản tin IndieWire đầu tiên ra mắt vào ngày 15 tháng 7 năm 1996, được tự quảng cáo là "dịch vụ tin tức hàng ngày cho phim độc lập". Theo bước nhiều liên doanh biên tập dựa trên web và AOL, IndieWire đã được ra mắt dưới dạng email hàng ngày miễn phí vào mùa hè năm 1996, thực hiện bởi các nhà làm phim và cây bút có trụ sở tại New York và Los Angeles gồm Eugene Hernandez, Mark Rabinowitz, Cheri Barner, Roberto A. Quezada và Mark L. Feinsod. Dù ban đầu IndieWire chỉ được gửi tới vài trăm người dùng đăng ký, lượng độc giả đã tăng nhanh chóng, vượt qua con số 6.000 vào cuối năm 1997.

Biểu trưng cũ của Indiewire

Tháng 1 năm 1997, IndieWire xuất hiện lần đầu tiên tại Liên hoan phim Sundance và từ đó bắt đầu đưa tin về các liên hoan phim. Ngoài phạm vi phủ sóng trực tuyến, IndieWire còn bắt đầu phát hành nhật báo indieWIRE: On The Scene. Tờ báo này được in tại chỗ với phong cách đen trắng theo công nghệ thấp, và tạo được sự thu hút nhất định so với các tờ nhật báo thương mại truyền thống của Hollywood như Variety và The Hollywood Reporter do sự chậm trễ trong vận chuyển khi các tờ nhật báo này được in ở Los Angeles.
Trang web đã được mua lại bởi Snagfilms vào tháng 7 năm 2008. Ngày 8 tháng 1 năm 2009, biên tập viên Eugene Hernandez của IndieWire thông báo rằng trang web sẽ trải qua quá trình ra mắt lại và "được tái tưởng tượng hoàn toàn". Vào năm 2011, với sự ra mắt của phiên bản thiết kế mới, trang web đã thay đổi cách viết tên chính thức từ indieWIRE thành IndieWire. Penske Media mua lại IndieWire vào ngày 19 tháng 1 năm 2016. Các điều khoản tài chính của thỏa thuận không được tiết lộ.

## Miêu tả
Các bài viết của IndieWire lấy trung tâm là các phim độc lập. Tính đến năm 2021, IndieWire là công ty con của Variety, vốn là một phần của Penske Media. Đội ngũ nhân sự của công ty gồm 26 người, bao gồm xuất bản viên James Israel, tổng biên tập Dana Harris-Bridson, giám đốc phê bình Eric Kohn, tổng biên tập Anne Thompson và chuyên gia phê bình David Ehrlich.

## Đón nhận
Trong tạp chí Wired vào năm 1997, Janelle Brown đã viết: "Hiện tại, IndieWire có rất ít hoặc không có đối thủ: những tay nghề như The Hollywood Reporter và Variety có thể viết về các bộ phim độc lập, nhưng là từ góc nhìn của Hollywood, vốn bị che lấp bởi một lượng lớn tin tức chính thống. Như nhà làm phim Doug Wolens đã chỉ ra, IndieWire là một trong số ít những nơi mà [để tìm hiểu về] các nhà làm phim đứng đầu các liên hoan phim nhỏ vốn thường bị bỏ qua, những bộ phim nào đang ra mắt và những nhà làm phim khác đang nghĩ gì". Năm 2002, tạp chí Forbes đã công nhận IndieWire cùng với bảy chủ thể khác trong hạng mục "Đánh giá cao về điện ảnh", là "Lựa chọn trên web xuất sắc nhất". IndieWire cũng nhận được lời khen ngợi từ nhà phê bình Roger Ebert. Năm 2012, IndieWire chiến thắng giải Webby ở hạng mục Phim điện ảnh.

## Critics Poll
IndieWire Critic's Poll là một cuộc thăm dò hàng năm của IndieWire nhằm công nhận những phim điện ảnh hay nhất của Mỹ và phim quốc tế trong bảng xếp hạng 10 phim thuộc 15 hạng mục khác nhau. Những tác phẩm chiến thắng được bầu chọn bởi các nhà phê bình từ IndieWire.